# Ferdinandea
Bản mẫu:Infobox Seamount
Ferdinandea (tiếng Sicilia: Ìsula Firdinandèa) là một hòn đảo núi lửa đất ngập nước tạo thành một phần của ngọn núi lửa Empedocles dưới nước, 30 km (19 dặm) về phía nam của Sicilia, và đó là một trong một số núi lửa ngầm được gọi là Campi Flegrei del Mar di Sicilia. Hiện nay là một núi biển, các vụ phun trào đã nâng nó lên trên mực nước biển vài lần trước khi xói mòn khiến nó bị nhấn chìm một lần nữa. Lần cuối cùng nó vươn lên trên mực nước biển sau khi phun trào là vào năm 1831, một vụ tranh chấp bốn bên về chủ quyền của đối với ngọn núi này đã bắt đầu, vẫn còn chưa được giải quyết khi nó biến mất dưới sóng biển một lần nữa vào năm đầu năm 1832. Trong suốt cuộc đời ngắn ngủi của nó, nhà địa chất học người Pháp Constant Prévost đã có mặt, đi kèm với một nghệ sĩ, chứng kiến nó trong tháng 7 năm 1831; ông đặt tên là Île Julia, cho sự xuất hiện vào tháng bảy của ngọn núi này, và báo cáo trong Bulletin de la Société Géologique de France. Một số nhà quan sát vào thời đó băn khoăn nếu các núi mọc lên, nối liền Sicilia với Tunisia và do đó làm ảnh hưởng địa chính trị của khu vực. Gần đây nhất, đã có dấu hiệu của hoạt động núi lửa vào năm 2000 và 2002, dự báo khả năng xuất hiện, tuy nhiên, năm 2006 thì nó vẫn còn nằm 6 m (20 ft) dưới mực nước biển.